# Tetrix nigromaculata
Tetrix nigromaculata är en insektsart som beskrevs av Zheng, Z. och F-m. Shi 2002. Tetrix nigromaculata ingår i släktet Tetrix och familjen torngräshoppor. Inga underarter finns listade i Catalogue of Life.